# Francis Seton
Francis Seton (Vienna, 29 gennaio 1920 – 7 gennaio 2002) è stato un economista austriaco.

## Biografia
Fu cresciuto ed istruito a Vienna in una famiglia di origini ungheresi, di cui era figlio unico. Nel 1938, con l'annessione dell'Austria da parte della Germania di Adolf Hitler ed il conseguente arrivo a Vienna delle truppe naziste, Francis fu costretto ad emigrare a Londra. Fu proprio in Inghilterra, infatti, che si appassionò all'economia, alla filosofia ed alla politica. Nel 1942 conseguì una laurea in lingua e letteratura russa all'università di Oxford. Da qui si interessò sempre di più alla cultura sovietica, fino ad ottenere nel 1948 una borsa di studio statale per studiare l'economia dell'URSS. Questo suo crescente interesse lo portò a viaggiare molto, sia in Unione Sovietica che in altri paesi in via di sviluppo. Morì il 7 gennaio 2002, lasciando la moglie ed i suoi tre figli.

### Pensiero ed ideologia
Francis Seton è considerato un economista marxiano, ossia che riprende le idee dell'economista, sociologo e filosofo tedesco Karl Marx. La sua visione economica si basa sulla concezione di un sistema ideale dei prezzi, che lui definisce eigenprices (autoprezzi), come espresso nella sua opera The Economics of Cost, Use, and Value (1992).

### Controversie riguardo la cittadinanza
Dopo essere emigrato in Inghilterra a seguito dell'invasione dell'Austria da parte della Germania nazista, fu soggetto ad una forte discriminazione per via delle sue origini austriache. Questa forma di razzismo fu dovuta ad una particolare diffusione di una vera e propria paranoia per gli immigrati nell'estate del 1940. Fu infatti catalogato come "enemy alien" (straniero nemico) in quanto proveniente da un paese che al tempo era sotto il controllo di una potenza nemica. Dal momento che rappresentava un possibile pericolo, fu spedito in Canada nel 1940. Tuttavia, solo un anno più tardi gli fu concesso di fare ritorno del paese ospitante poiché classificato nella "categoria C", ossia tra gli stranieri che erano considerati meno pericolosi. Fu in questo momento che ebbe l'occasione di combattere per l'esercito della corona inglese contro i nazisti, sebbene poté servire soltanto nel Corpo dei Pionieri in quanto deteneva ancora lo status di straniero nemico.
Soltanto dopo aver cambiato il suo nome da Franz Szedo a Francis Seton ed essersi laureato nel 1948 all'università di Oxford, riuscì ad ottenere la cittadinanza Britannica.